# 布盧斯普林斯 (密西西比州)
布盧斯普林斯（英語：Blue Springs）是位於美國密西西比州尤寧縣的村。

## 人口
根據2020年美國人口普查的數據，布盧斯普林斯的面積為11.66平方千米，當中陸地面積為11.59平方千米，而水域面積為0.06平方千米。當地共有人口436人，而人口密度為每平方千米37人。